# Thomas R. Marshall
Thomas R. Marshall az Amerikai Egyesült Államok 28. alelnöke és Indiana 27. kormányzója.

## Elődök és utódok
| Elődje: James S. Sherman | Az Amerikai Egyesült Államok alelnöke 1913. március 4. – 1921. március 4. | Utódja: Calvin Coolidge |

| Elődje: Frank Hanly | Indiana állam kormányzója 1909. január 11. – 1913. január 13. | Utódja: Samuel M. Ralston |